# 清々と
『清々と』（さやさやと）は、谷川史子による日本の漫画作品。『ヤングキングアワーズ』（少年画報社）において2008年11月号から2015年3月号まで不定期連載された。単行本全4巻。担当編集者から「女子高モノ」の提案を受け、また同誌のアンケート結果を反映し「ヒロインは黒髪」「豊乳キャラの登場」などを盛り込んだ形で作られた作品である。単行本第1巻にはやまむらはじめからイラストとコメントが寄稿されている。

## あらすじ
憧れの名門女子高・鈴蘭女学院に入学した田中清は期待に胸を膨らませるも、周囲がみな本物の「お嬢様」だらけであったため気後れしてしまう。だが、悩んだり迷いながらも友や教師たちに後押しされて、本物の淑女を目指す日々を送る。「今どき珍しい本当の乙女の物語」。

## 登場人物
田中 清（たなか さや）
本作品の主人公。憧れの名門女子高である鈴蘭女学院に入学することが出来た新入生。黒髪の三つ編み。運動音痴・音痴・おっちょこちょい・方向音痴・インドア派。部活を決めるに当たり、友人所属の各部を見学・体験するも、どれも上手く行かなかった。
クラスメイトたちがただ「お嬢様」であるだけでなく、先のことを考えていたり、さらにそれに対して努力していたりとしっかりしているのに対し、自分は「なんにもない」と気後れを感じるようになる。
学内のバラ園でクラス副担任の本八幡に励まされる。また園芸部に所属することとなる。話をしていく中で花屋や図書館司書などの道が見えて来るようになる。
恋愛に対しては受験勉強に専念していたことなどもあり疎い。しかし雅のひと言がきっかけで本八幡のことを意識してしまうようになる。だが後に再び普通に接することが出来るようになった。
家族は両親と、悪態をついてばかりの弟・潔がいる。
九条 雅（くじょう みやび）
清の親友。クラス委員で文武両道の美人なお嬢様。部活はバレー部に所属。学内で道に迷っていた清に話し掛けたことが切っ掛けで親しくなる。その際大人っぽい雰囲気を出していたため、清は上級生かと思った。
駅で別の学校の男子生徒からラブレターを何度かもらうも、ゴミ箱に捨てていた。
本八幡のことを嬉しそうに話す清に対し複雑な表情を見せるが、それには意外な理由があった。
勅使河原千香子（てしがわら ちかこ）
清の友人。カチューシャをした眼鏡キャラ。部活は茶道部に所属。
四ノ宮くるみ（しのみや くるみ）
清の友人。天然パーマ。部活は社交ダンス部に所属。男女交際に興味がある模様。
本八幡（もとやわた）
名前は不明。清のクラスの副担任で、男子校出身の新卒の教師。担当教科は生物。眼鏡キャラ。黒板ふきを頭に落とされたりとからかわれても絶対に怒らない温厚な人物。なぜかいつも指に絆創膏を貼っていたり、白衣に泥が付いている。また寝ぐせがある。清は最初「人生楽しいのだろうか」と心配していた。
園芸部の顧問で、学校のバラ園の世話をしている。絆創膏や白衣の泥はそのせいであった。
清に夢はあるかと訊かれ、生徒に「向き合える教師になる」ことが夢と語った。自分にはなんにもないと言う清に対し「これから何だって選べる」と励ました。
後城 正美（ごしろ まさみ）
第3話の実質的な主人公。鈴蘭女学院のOGにして2年目の英語教師。24歳。笑った顔を見たことが無いと言われ、優れた教師になるために生徒たちに厳しく接する。
東郷校長を尊敬しており、母校の教師になることを決めたのも校長のひと言が切っ掛けである。また自身の教師としてのあり方に悩んだときには「もっと笑いなさい」とアドバイスされる。
本八幡に対しては「ヌケ作」で「威厳のいの字もない表六玉」としてイライラしている。だが本八幡からは「無理をしている」と見抜かれていた。後に少し見直したがその際「笑うとチャーミング」と言われ赤面した。
清のおっちょこちょいな行動のおかげで、初めて「楽しかった」と思える授業ができた。
東郷 一臣（とうごう かずおみ）
鈴蘭女学院の校長。正美が母校の教師になる切っ掛けを作り、今も悩む正美を励ましている。
第4話では主人公となっており、妻となる清香との若き日の姿が描かれている。清香とは見合いで出逢うが、すぐにお互いその人柄に惹かれるようになる。数回目のデートで誤解から清香に別れを告げられるが、このできごとによりプロポーズした。
勤めていた学校の派閥争いに巻き込まれ退職を考えたところ、清香は笑って後押しをした。知人の伝手で女子高の教師となるが、そこが鈴蘭女学院であった。
東郷 清香（とうごう きよか）
東郷校長（以下一臣）の妻。第4話のヒロイン。旧姓は杉内。当時としては珍しい働く女性で、裁縫の仕事をしている。見合いの場において、結婚しても仕事を続けると宣言したり、何故かハッサクを持って来るなど、東郷家からは「ちょっと変わったお嬢さん」と言われる。
非常に丁寧な口調で話す。一臣からは明るくておきゃん、そしておっちょこちょいと評される。
結婚後も一臣を信じて重要な決断にも悩むことなく進むべき方向を導いた。裁縫も教え、現在でも一臣はボタン付けが得意である。
鈴蘭女学院に再就職した一臣は、その名門校に対し、生徒は妻と似ていて居心地が良いと感じるが、それには理由があった。

## 主な舞台
鈴蘭女学院（すずらんじょがくいん）
清たちの通う地元でも有名な名門女子高で「お嬢様学校」。中学校からのエスカレーター式。「ごきげんよう」と独特な挨拶をする。ミッション系であるらしく、礼拝堂や高い天井の図書館がある。

## 書誌情報
- 谷川史子 『清々と』 少年画報社〈YK OURS COMIKS〉、全4巻
  1. 2010年1月11日初版発行、2009年12月28日発売、ISBN 978-4-7859-3289-3 - 描き下ろしおまけ漫画あり。
  2. 2011年8月29日発売、ISBN 978-4-7859-3684-6
  3. 2015年4月24日発売、ISBN 978-4-7859-5528-1
  4. 2015年4月24日発売、ISBN 978-4-7859-5529-8